# Annona sericea
Annona sericea là loài thực vật có hoa thuộc họ Na. Loài này được Dunal mô tả khoa học đầu tiên năm 1817.